# Iga Świątek

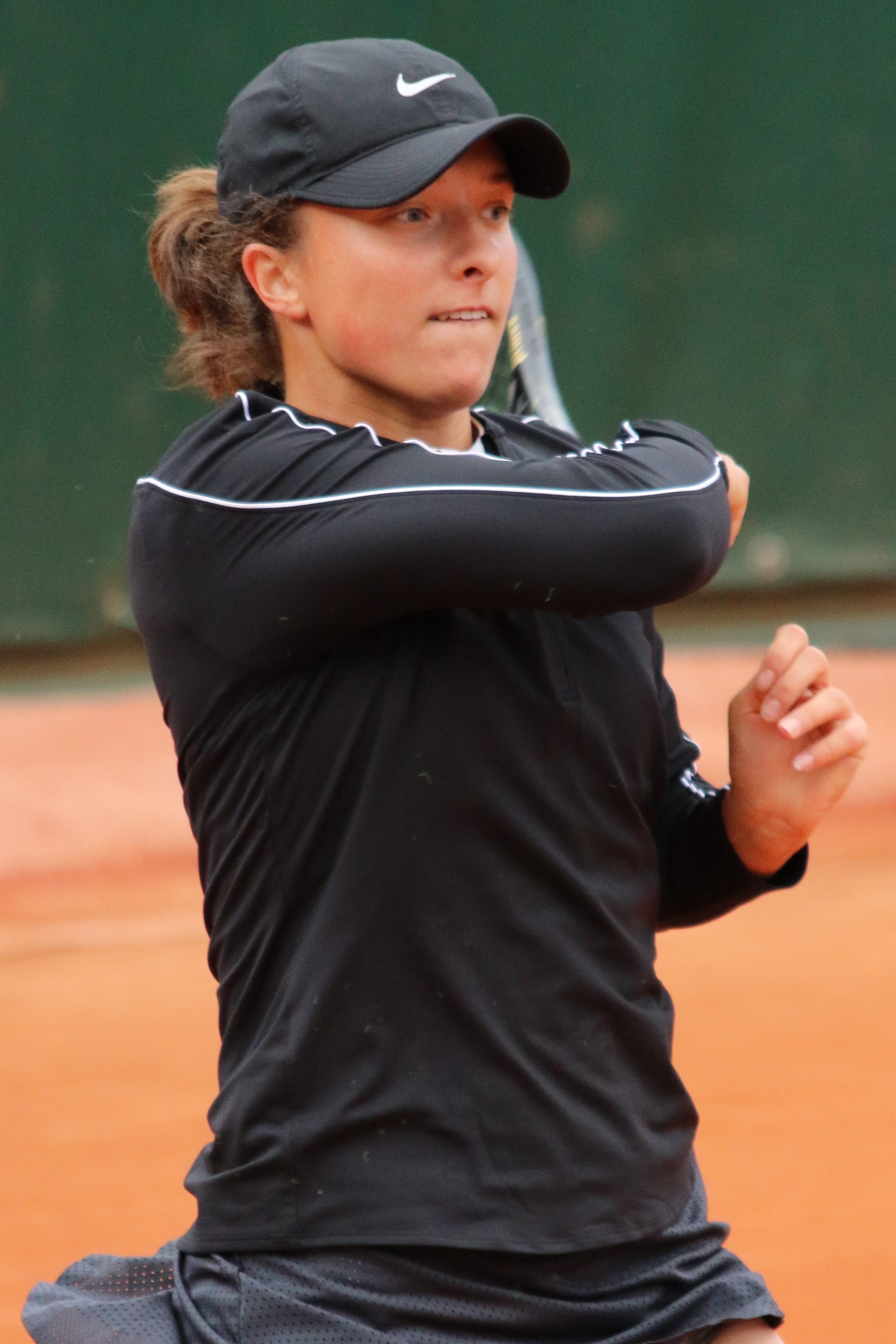
Roland Garros 2019

Iga Natalia Świątek (Warschau, 31 mei 2001) is een tennisspeelster uit Polen. Świątek begon op zesjarige leeftijd met het spelen van tennis. Haar favoriete ondergronden zijn gravel en hardcourt. Zij speelt rechtshandig en heeft een tweehandige backhand. Zij is actief in het internationale tennis sinds 2016.

## Loopbaan
In 2017 bereikte zij met haar landgenote Maja Chwalińska de meisjesdubbelspelfinale van het Australian Open.
In 2018 won zij samen met Caty McNally de finale van het meisjesdubbelspeltoernooi van Roland Garros. Op Wimbledon 2018 won zij de enkelspeltitel bij de junioren – in de finale versloeg zij de Zwitserse Leonie Küng. Op de Olympische Jeugdzomerspelen 2018 in Buenos Aires, waar zij vaandeldrager voor Polen was, won zij samen met de Sloveense Kaja Juvan de gouden medaille in het meisjesdubbelspel.
In 2019 kwalificeerde zij zich voor het eerst voor een grandslamtoernooi, op het Australian Open – zij bereikte er de tweede ronde. Drie maanden later stond zij voor het eerst in een WTA-finale, op het toernooi van Lugano – zij verloor van de Sloveense Polona Hercog. Door deze finaleplaats kwam zij in april 2019 binnen in de top 100 van de wereldranglijst – in augustus 2019 trad zij toe tot de top 50 door haar resultaten tijdens het Amerikaanse hardcourt-seizoen.
Op 10 oktober 2020 won zij als eerste Poolse tennisser (m/v) de enkelspeltitel op een grandslamtoernooi, op Roland Garros – in de vierde ronde klopte zij de als eerste geplaatste Roemeense Simona Halep en in de finale versloeg zij de Amerikaanse Sofia Kenin (4). Door dit resultaat kwam zij binnen in de top 20 van de wereldranglijst.
In februari 2021 won Świątek haar tweede titel, in Adelaide; in mei de derde titel, op het WTA 1000-toernooi van Rome waar zij de Tsjechische Karolína Plíšková met een double bagel versloeg – hiermee kwam zij binnen in de top tien van de wereldranglijst. In juni stond zij voor het eerst in een dubbelspelfinale, op Roland Garros samen met de Amerikaanse Bethanie Mattek-Sands met wie zij pas sinds maart samen speelde – zij verloren van het Tsjechische koppel Barbora Krejčíková en Kateřina Siniaková.
In februari 2022 won Świątek haar vierde titel, op het WTA 1000-toernooi van Doha. In maart volgde de vijfde, op het WTA 1000-toernooi van Indian Wells. Daarmee steeg zij naar de tweede plaats op de wereldranglijst. Twee weken later (april), na haar zesde titel, op het WTA 1000-toernooi van Miami, veroverde zij de hoogste positie op de wereldranglijst, waarmee zij de Australische Ashleigh Barty opvolgde, die op 23 maart haar racket aan de wilgen had gehangen. Door te zegevieren op beide maart-toernooien, Indian Wells en Miami, werd Świątek de vierde speelster in de WTA-historie die de zogeheten Sunshine double won, na Steffi Graf (1994 en 1996), Kim Clijsters (2005) en Viktoryja Azarenka (2016). Bij haar volgende toernooideelname, in april op het WTA-toernooi van Stuttgart won zij haar vierde titel op rij, gevolgd door de vijfde in mei in Rome, waarmee zij (vanaf 22 februari 2022) 28 achtereenvolgende partijen ongeslagen was gebleven. In juni won zij haar tweede grandslamtitel op Roland Garros, waarmee zij haar reeks van gewonnen partijen verlengde tot 35. De serie stopte ten slotte na 37 gewonnen partijen toen Świątek in de derde ronde van Wimbledon werd uitgeschakeld door Française Alizé Cornet. In september won zij haar tiende WTA-titel (de derde op de grandslamtoernooien) op het US Open. In oktober pakte zij haar elfde trofee op het WTA-toernooi van San Diego.
In februari 2023 won Świątek haar twaalfde titel in Doha. In april volgde de dertiende op het WTA-toernooi van Stuttgart. Op Roland Garros greep zij haar vierde grandslamtitel, de derde op het gravel van Parijs. Gedurende acht weken in september–november was zij haar nummer één-plek kwijt aan Aryna Sabalenka. Door haar overwinning in Peking en die op het eindejaarstoernooi veroverde zij die positie terug.
In februari 2024 won Świątek de titel in Doha voor de derde keer op rij. In maart won zij het WTA-toernooi van Indian Wells voor de tweede keer. In mei won zij voor de eerste keer het WTA-toernooi van Madrid en voor de derde keer het WTA-toernooi van Rome. In juni won zij voor de vierde keer Roland Garros.
In juli 2025 won Świątek Wimbledon – zij heeft hierdoor grandslamtitels gewonnen op alle ondergronden. In augustus won zij haar 24e WTA-titel, op het WTA 1000-toernooi van Cincinnati.

### Tennis in teamverband
In de periode 2018–2024 maakte Świątek deel uit van het Poolse Fed Cup-team – zij vergaarde daar een winst/verlies-balans van 15–4.

## Posities op deWTA-ranglijst
Positie per einde seizoen:
| jaar | rang enkelspel | rang dubbelspel |
| ---- | -------------- | --------------- |
| 2016 | 903            | –               |
| 2017 | 690            | –               |
| 2018 | 175            | 1097            |
| 2019 | 61             | 453             |
| 2020 | 17             | 75              |
| 2021 | 9              | 41              |
| 2022 | 1              | –               |
| 2023 | 1              | –               |
| 2024 | 2              | –               |

## Palmares
| Legenda                 |
| ----------------------- |
| Grandslamtoernooi       |
| Olympische Spelen       |
| Year-End Championships  |
| Premier Mandatory       |
| Premier Five / WTA 1000 |
| Premier / WTA 500       |
| International / WTA 250 |
| Challenger / WTA 125    |

### Overwinningen op een regerend nummer 1
Świątek heeft tot op heden éénmaal een partij tegen een op dat ogenblik heersend leider van de wereldranglijst gewonnen (peildatum 6 november 2023):
| nr. | datum      | toernooi   | ronde        | tegenstandster  | score    |         |
| --- | ---------- | ---------- | ------------ | --------------- | -------- | ------- |
| 1.  | 2023-11-05 | WTA Finals | halve finale | Aryna Sabalenka | 6-3, 6-2 | details |

### WTA-finaleplaatsen enkelspel
| nr.              | finale     | toernooi             | ondergrond    | tegenstandster      | score         |         |
| ---------------- | ---------- | -------------------- | ------------- | ------------------- | ------------- | ------- |
| gewonnen finales |            |                      |               |                     |               |         |
| 01.              | 2020-10-10 | Roland Garros        | gravel        | Sofia Kenin         | 6-4, 6-1      | details |
| 02.              | 2021-02-27 | WTA Adelaide         | hardcourt     | Belinda Bencic      | 6-2, 6-2      | details |
| 03.              | 2021-05-16 | WTA Rome             | gravel        | Karolína Plíšková   | 6-0, 6-0      | details |
| 04.              | 2022-02-26 | WTA Doha             | hardcourt     | Anett Kontaveit     | 6-2, 6-0      | details |
| 05.              | 2022-03-20 | WTA Indian Wells     | hardcourt     | Maria Sakkari       | 6-4, 6-1      | details |
| 06.              | 2022-04-02 | WTA Miami            | hardcourt     | Naomi Osaka         | 6-4, 6-0      | details |
| 07.              | 2022-04-24 | WTA Stuttgart        | gravel (i)    | Aryna Sabalenka     | 6-2, 6-2      | details |
| 08.              | 2022-05-15 | WTA Rome (2)         | gravel        | Ons Jabeur          | 6-2, 6-2      | details |
| 09.              | 2022-06-04 | Roland Garros (2)    | gravel        | Cori Gauff          | 6-1, 6-3      | details |
| 10.              | 2022-09-10 | US Open              | hardcourt     | Ons Jabeur          | 6-2, 7-6      | details |
| 11.              | 2022-10-16 | WTA San Diego        | hardcourt     | Donna Vekić         | 6-3, 3-6, 6-0 | details |
| 12.              | 2023-02-18 | WTA Doha (2)         | hardcourt     | Jessica Pegula      | 6-3, 6-0      | details |
| 13.              | 2023-04-23 | WTA Stuttgart (2)    | gravel (i)    | Aryna Sabalenka     | 6-3, 6-4      | details |
| 14.              | 2023-06-10 | Roland Garros (3)    | gravel        | Karolína Muchová    | 6-2, 5-7, 6-4 | details |
| 15.              | 2023-07-30 | WTA Warschau         | hardcourt     | Laura Siegemund     | 6-0, 6-1      | details |
| 16.              | 2023-10-08 | WTA Peking           | hardcourt     | Ljoedmila Samsonova | 6-2, 6-2      | details |
| 17.              | 2023-11-06 | WTA Finals           | hardcourt     | Jessica Pegula      | 6-1, 6-0      | details |
| 18.              | 2024-02-17 | WTA Doha (3)         | hardcourt     | Jelena Rybakina     | 7-6, 6-2      | details |
| 19.              | 2024-03-17 | WTA Indian Wells (2) | hardcourt     | Maria Sakkari       | 6-4, 6-0      | details |
| 20.              | 2024-05-04 | WTA Madrid           | gravel        | Aryna Sabalenka     | 7-5, 4-6, 7-6 | details |
| 21.              | 2024-05-18 | WTA Rome             | gravel        | Aryna Sabalenka     | 6-2, 6-3      | details |
| 22.              | 2024-06-08 | Roland Garros (4)    | gravel        | Jasmine Paolini     | 6-2, 6-1      | details |
| 23.              | 2025-07-12 | Wimbledon            | gras          | Amanda Anisimova    | 6-0, 6-0      | details |
| 24.              | 2025-08-18 | WTA Cincinnati       | hardcourt     | Jasmine Paolini     | 7-5, 6-4      | details |
| verloren finales |            |                      |               |                     |               |         |
| 1.               | 2019-04-14 | WTA Lugano           | gravel        | Polona Hercog       | 3-6, 6-3, 3-6 | details |
| 2.               | 2022-10-09 | WTA Ostrava          | hardcourt (i) | Barbora Krejčíková  | 7-5, 6-7, 3-6 | details |
| 3.               | 2023-02-25 | WTA Dubai            | hardcourt     | Barbora Krejčíková  | 4-6, 2-6      | details |
| 4.               | 2023-05-06 | WTA Madrid           | gravel        | Aryna Sabalenka     | 3-6, 6-3, 3-6 | details |
| 5.               | 2025-06-28 | WTA Bad Homburg      | gras          | Jessica Pegula      | 4-6, 5-7      | details |

### WTA-finaleplaatsen vrouwendubbelspel
| nr.              | finale     | toernooi      | ondergrond | partner               | tegenstandsters                       | score    |         |
| ---------------- | ---------- | ------------- | ---------- | --------------------- | ------------------------------------- | -------- | ------- |
| gewonnen finales |            |               |            |                       |                                       |          |         |
| geen             |            |               |            |                       |                                       |          |         |
| verloren finales |            |               |            |                       |                                       |          |         |
| 1.               | 2021-06-13 | Roland Garros | gravel     | Bethanie Mattek-Sands | Barbora Krejčíková Kateřina Siniaková | 4-6, 2-6 | details |

## Resultaten grote toernooien
| Legenda | Legenda                          |
| ------- | -------------------------------- |
| g.t.    | geen toernooi gehouden           |
| l.c.    | lagere categorie                 |
| –       | niet deelgenomen                 |
| G       | uitgeschakeld in de groepsfase   |
| 1R      | uitgeschakeld in de eerste ronde |
| 2R      | uitgeschakeld in de tweede ronde |
| 3R      | uitgeschakeld in de derde ronde  |
| 4R      | uitgeschakeld in de vierde ronde |
| KF      | uitgeschakeld in de kwartfinale  |
| HF      | uitgeschakeld in de halve finale |
| F       | de finale verloren               |
| W       | het toernooi gewonnen            |
| w-v     | winst/verlies-balans             |

### Enkelspel
| toernooi            | 2019 | 2020 | 2021 | 2022 | 2023 | 2024 | 2025 |
| ------------------- | ---- | ---- | ---- | ---- | ---- | ---- | ---- |
| grandslamtoernooien |      |      |      |      |      |      |      |
| Australian Open     | 2R   | 4R   | 4R   | HF   | 4R   | 3R   | HF   |
| Roland Garros       | 4R   | W    | KF   | W    | W    | W    | HF   |
| Wimbledon           | 1R   | g.t. | 4R   | 3R   | KF   | 3R   | W    |
| US Open             | 2R   | 3R   | 4R   | W    | 4R   | KF   |      |
| WTA Finals          |      |      |      |      |      |      |      |
| WTA Finals          | –    | –    | G    | HF   | W    | G    |      |
| WTA 1000            |      |      |      |      |      |      |      |
| Dubai/Doha          | –    | 2R   | 3R   | W    | F    | W    | HF   |
| Indian Wells        | –    | g.t. | 4R   | W    | HF   | W    | HF   |
| Miami               | –    | g.t. | 3R   | W    | –    | 4R   | KF   |
| Madrid              | –    | g.t. | 3R   | –    | F    | W    | HF   |
| Rome                | –    | 1R   | W    | W    | KF   | W    | 3R   |
| Montréal/Toronto    | 3R   | g.t. | –    | 3R   | HF   | –    | 4R   |
| Cincinnati          | 2R   | 1R   | 2R   | 3R   | HF   | HF   | W    |
| Peking              | –    | g.t. | g.t. | g.t. | W    | –    |      |
| Wuhan               | –    | g.t. | g.t. | g.t. | g.t. | –    |      |
| olympisch           |      |      |      |      |      |      |      |
| Olympische Spelen   | g.t. | g.t. | 2R   | g.t. | g.t. | HF   | g.t. |
| statistieken        |      |      |      |      |      |      |      |
| titels per jaar     | 0    | 1    | 2    | 8    | 6    | 5    | 2    |
| eindejaarsranking   | 61   | 17   | 9    | 1    | 1    | 2    |      |

### Vrouwendubbelspel
| toernooi        | 2019 | 2020 | 2021 |
| --------------- | ---- | ---- | ---- |
| Australian Open | –    | –    | –    |
| Roland Garros   | –    | HF   | F    |
| Wimbledon       | –    | g.t. | –    |
| US Open         | 2R   | –    | –    |

### Gemengd dubbelspel
| toernooi        | 2019 | 2020 | 2021 |
| --------------- | ---- | ---- | ---- |
| Australian Open | 2R   | KF   | 2R   |
| Roland Garros   | –    | g.t. | –    |
| Wimbledon       | –    | g.t. | –    |
| US Open         | –    | g.t. | –    |